# Tipula nokicola
Tipula nokicola är en tvåvingeart som beskrevs av Alexander 1953. Tipula nokicola ingår i släktet Tipula och familjen storharkrankar. Inga underarter finns listade i Catalogue of Life.